# Gregorios Papaflessas
Gregorios Flessas, noto con l'appellativo di Papaflessas (Messinia, 1788 – Maniaki, 20 giugno 1825), è stato un patriota greco, morto durante la guerra d'indipendenza greca in occasione della battaglia di Maniaki.

## Biografia

### Origini
Nato nel piccolo villaggio di Poliani, nel distretto di Messinia (Grecia), suo padre fu Demetrios G. Flessas, e sua madre Constantina Andronaiou, era la seconda moglie di Demetrios e proveniva dal villaggio di Dimitsana, nella regione dell'Arcadia. Gli venne dato il nome di battesimo di Giorgio in onore del nonno paterno, ucciso nel 1770 dai turchi dell'Impero ottomano durante la rivolta di Orlov, un episodio precursore della guerra d'indipendenza greca del 1821 e avvenuto durante la Guerra russo-turca.
Nel 1809 entrò nell'allora celebre scuola di Demtsana, dove si formarono numerosi futuri patrioti greci, fra i quali primo fra tutti spicca il rivoluzionario Panagiotis Anagnostopoulos. Fu in questo periodo che il giovane Flessas iniziò a manifestare il suo nazionalismo pubblicando diverse satire e parodie dell'allora governatore ottomano di Dimitsana, firmandosi con lo pseudonimo di Gregorious PHOS Kalamios. Quando era ormai certo che fosse stato individuato, per scampare alla cattura fu fatto fuggire e mandato nel 1815 presso il monastero di Velanidia, nei pressi di Calamata, (Messinia). Qui prese l'abito monacale, e il nome sacerdotale di Gregorious Flessas o Papaflessas (papas in greco significa appunto sacerdote).

### La vita monacale e la clandestinità
La soluzione di vestire i panni monacali, tuttavia, non fu efficace per evitare al giovane e turbolento Papaflessas di celare il suo astio nei confronti del dominio ottomano sulla Grecia, soprattutto in virtù del fatto che oltre a suo nonno, nel frattempo, i turchi avevano assassinato anche suo padre ed altri due membri della sua famiglia d'origine. Dopo essere entrato in contrasto con i suoi superiori a causa del suo carattere iroso e caparbio, gli venne ordinato di lasciare il monastero di Velanidia e nell'aprile del 1816 si trasferì nel monastero di Regkitsa, una località a metà strada tra la cittadina di Leontari e quella di Mistra. Anche in questa nuova collocazione non tardò molto tempo per mostrare la sua indole ribelle, entrando anche qui in polemica con la gerarchia ecclesiastica; nel frattempo lo raggiunsero i suoi due fratelli, Nikitas ed Elias, insieme ad altri transfughi da Poliani, tutti fervidi combattenti indipendentisti. Entrato in conflitto anche con il locale amministratore turco, il pascià Xoursein Certaris, il quale si era gradualmente appropriato ingiustamente di grosse porzioni di terreno appartenenti al monastero di Regkitsa. Papaflessas ed i suoi amici ribelli si organizzarono in una banda armata e combatterono per riappropriarsi di quanto confiscato dai turchi. Mentre il suo gruppo di ribelli presidiava il monastero, Papaflessas si appellò alla corte di Tripolitsa affinché mediasse la disputa, ed ottenne una sentenza in suo favore, che ripristinò gli antichi confini del monastero.

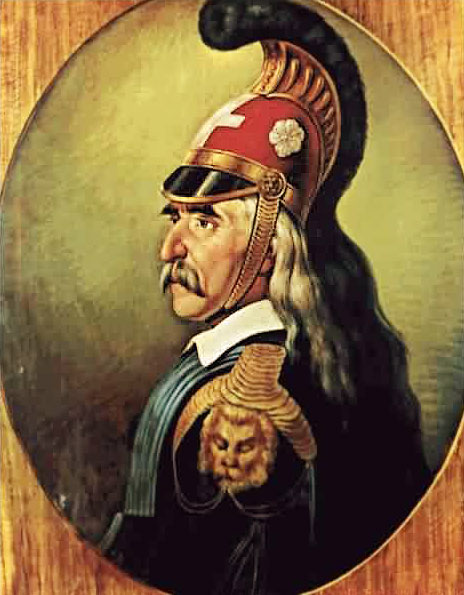
Ritratto di Theodoros Kolokotronis, uno dei patrioti greci incontrati a Zante da Papaflessas durante il suo periodo di clandestinità.

Tuttavia, il pascià Certaris si recò personalmente a Tripolitsa denunciando Papaflessas ed i suoi amici di essere dei rivoluzionari e di tramare contro l'Impero Ottomano. La denuncia del pascià venne accolta e lo stesso tribunale emanò un ordine di cattura per Papaflessas ed i suoi compagni d'armi. Venuti a conoscenza dell'arrivo dei soldati turchi in marcia per arrestarlo e giustiziarlo, i compagni di Papaflessas si organizzarono per arrestare la loro marcia e permettere al loro amico di fuggire verso la catena montuosa di Agrilos. Dopo essere riuscito a scampare alla cattura, Papaflessas giunse a Zante, a quel tempo un luogo di ritrovo per tutti i rifugiati ed i fuoriusciti politici provenienti dalla Grecia, qui egli ebbe modo di conoscere il grande generale greco Theodoros Kolokotronis, allora al servizio dell'Impero britannico, ed ottenne una lettera di presentazione da parte dell'arcivescovo di Cristianopoli da utilizzare a Costantinopoli dove intendeva raggiungere i suoi fratellastri Costantino e Elias Flessas, di professione mercanti.
Dopo aver affittato una piccola barca da pesca, attraversò il mare ma venne travolto da una tempesta che lo fece naufragare nei pressi del Monte Athos. Fu in questa occasione che, essendosi rotto il sigillo della lettera di presentazione dell'Arcivescovo, Papaflassas si rese conto che essa conteneva gravi accuse contro di lui, presentandolo come un prete donnaiolo e disonesto. Per nulla scoraggiato da tutti questi eventi negativi, il monaco ribelle raggiunse Costantinopoli dove raggiunse i suoi fratelli e si diede agli studi classici e teologici, presso la Basilica di Santa Sofia. Qui ottenne la carica di Arcivescovo del Patriarxeio di Santa Sofia, e mentre attendeva agli studi, continuò a coltivare i suoi sentimenti indipendentisti incontrandosi con altri patrioti greci, ed unendosi alla società segreta denominata Filikí Etería o Società degli Amici, con lo pseudonimo di Armodios.
Nel 1819 venne ordinato archimandrita dal Patriarca di Costantinopoli Gregorio V, al quale il monaco transfuga non aveva rivelato la sua vera identità, sapendo di essere stato condannato a morte dai turchi, costruendosi una falsa identità, facendosi chiamare Diakios e in qualità di rappresentante del Patriarca di Costantinopoli venne inviato nella parte settentrionale dell'Impero Ottomano per portare conforto ai suoi patrioti e istigarli segretamente alla rivolta contro i dominatori turchi.
Di ritorno dalla sua missione, Papaflessas fu smascherato dalle autorità ottomana a causa della denuncia di uno dei suoi servitori di nazionalità turca, e costretto a fuggire con l'aiuto dei suoi amici della Filikí Etería.

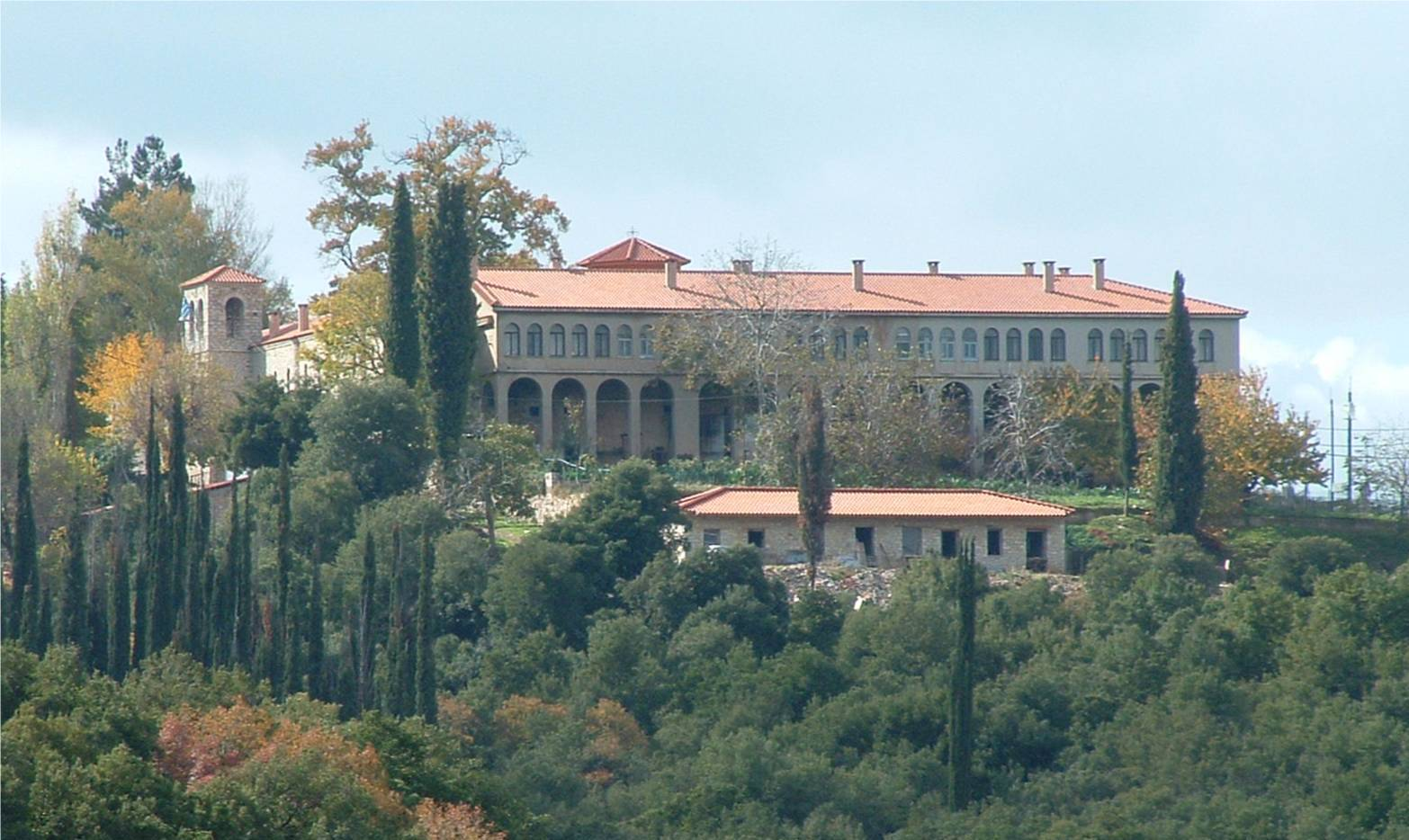
Il monastero di Agia Lavra dove il 25 marzo 1821 si tenne la prima riunione dei rivoltosi indipendentisti greci.

### La resistenza
Alla fine del 1820 troviamo Papaflessas presso Kydonia per sobillare gli animi dei locali contro gli ottomani, mentre era in attesa di un carico di approvvigionamenti militari provenienti da Smirne per conto di suo fratello Costantino. Successivamente si spostò in altre zone della regione con lo stesso scopo, portandosi prima sull'isola di Mitilene, poi a Calamata, poi verso le isole di Idra e Spetses, incontrandosi con i notabili di queste località ed accordandosi con loro sulla necessità di una rivolta. Presso il piccolo villaggio di Trykala, vicino Xylokastro, si incontrò con il generale ribelle Panoutsos Notaras, e con altri notabili della Argolide; da qui si portò presso il Monastero di San Giorgio nel quale radunò un vasto numero di notabili e di appartenenti all'alto clero greco, per discutere l'inizio della sommossa anti-ottomana, ma, dopo una accesa discussione, si decise di organizzare un nuovo incontro presso il monastero di Agia Lavra, nei pressi di Kalavryta, dove nacque la bandiera greca che venne benedetta dall'allora Metropolita di Patrasso Germanos il 25 marzo 1821. Nonostante l'accorato appello di Papafelassas e le sue assicurazioni di un sostanzioso e concreto aiuto da parte della Russia, gli altri partecipanti si mostrarono perplessi e spaventati, e decisero di tenere prigioniero il monaco ribelle all'interno del monastero fino a nuovi sviluppi; tuttavia la previdenza di Papaflessas, fattosi accompagnare da una scorta armata lo fece scampare all'arresto, e la riunione ebbe termine con l'istruzione di attendere l'opinione delle nazioni vicine alla Grecia prima di dare il via all'insurrezione. Questo primo insuccesso del tentativo insurrezionale di Papaflessas era motivato dal fatto che l'alto clero e le classi dei grandi proprietari terrieri diffidavano del successo del moto insurrezionale, e temevano che le rappresaglie degli ottomani avrebbero portato ad una ondata di confische di terre e alla perdita di gran parte dei loro privilegi. Fu a causa di questo clima di sospetto e di malafede che Papaflessas cercò di scegliere con molta attenzione i suoi alleati fra gli appartenenti a questa classe sociale. Al contrario, i discorsi infiammati ed ispirati del monaco indipendentista avevano una forte presa sulla popolazione umile e soprattutto sui contadini, che iniziarono a vederlo come una sorta di messia che li avrebbe condotti alla liberazione dall'oppressione.

### La rivolta e la guerra civile
Dopo il suo primo insuccesso a Kalavryta, Papaflessas si recò a Calamata dove attese un nuovo carico di armi e polvere da sparo con i quali, insieme ad un gruppo di circa 400 uomini radunati da suo fratello Nikitas a Poliani, il suo villaggio natale, si recarono segretamente ad Almyros per raggiungere il monastero di Velanidia dove da giovane il monaco aveva trascorso un lungo periodo. Tuttavia, durante il tragitto alcuni barili di polvere da sparo vennero versati, e questo incidente permise alle autorità ottomane di scoprire il tentativo di insurrezione; come rappresaglia tutto l'alto clero e tutti i notabili della zona di Calamata vennero messi in prigione. Venuto a conoscenza del fatto, Papaflessas, dopo aver dato istruzione ai suoi comandanti di presidiare alcune posizioni strategiche dell'area, diede ufficialmente inizio alla Guerra d'indipendenza greca il 25 marzo 1821, con la liberazione di Calamata. Come prima risposta gli ottomani costrinsero con la forza il patriarca di Costantinopoli, Gregorio V, a scomunicare i rivoltosi. Questa scelta non fu casuale, in quanto i turchi erano a conoscenza del fatto che gran parte del clero di nazionalità greca era pesantemente coinvolto nell'insurrezione.
Nel 1823 Papaflessas venne nominato Ministro degli Affari Interni e Capo della Polizia nel governo del Principe Alexandros Mavrokordatos con il nome di Gregorious Dikaios, lo stesso da lui utilizzato ai tempi della sua appartenenza alla Filikí Etería. Tra le sue numerose riforme fu l'istituzione del sistema postale e la costruzione di numerose scuole in tutta la Grecia. Prese parte a numerose battaglie contro le forze  ottomane e si dimostrò fedele al governo durante lo scoppio del conflitto interno sorto tra le file dei rivoltosi. A tale scopo fu a capo del movimento di repressione anti-governativa guidando diverse spedizioni a Messinia e in gran parte del Peloponneso. Fedele inizialmente alla fazione facente capo al suo vecchio amico Theodoros Kolokotronis, tuttavia nel corso della guerra civile cambiò fronte sostenendo che una simile scelta era necessaria per il bene della nazione greca.

### La morte in battaglia

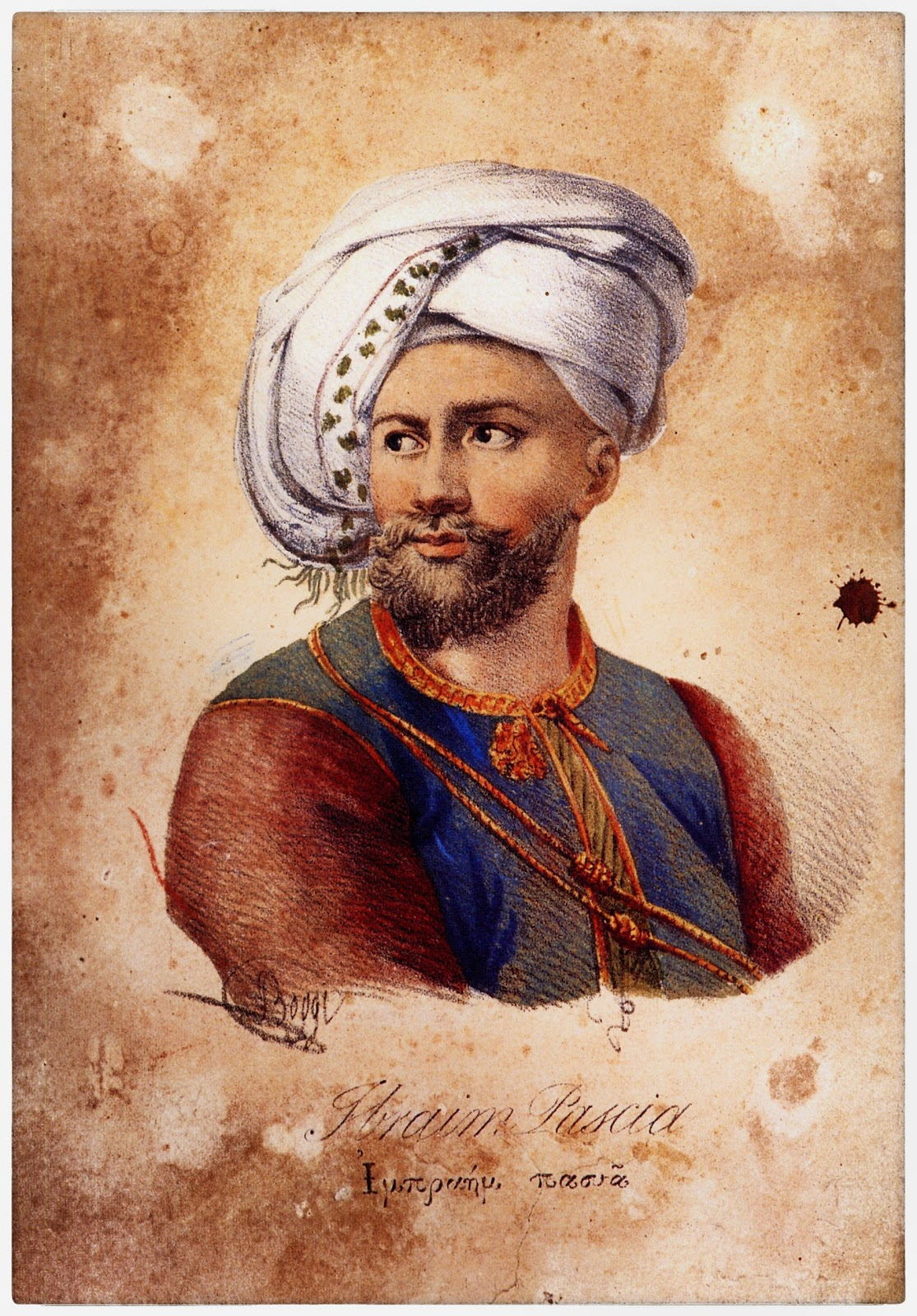
Disegno di Ibrāhīm Pascià conto le cui forze morì Papaflessas nel 1825.

Quando Ibrāhīm Pascià con le sue truppe provenienti dall'Egitto invase nel 1825 il territorio del Peloponneso, Papaflessas era ancora Ministro dell'Interno. Intuendo l'enorme pericolo rappresentato dalla minaccia degli egiziani, propose  al governo una amnistia generale per Theodoros Kolokotronis e gli altri ribelli, affinché potessero prendere le armi per difendere il loro paese dal nuovo invasore. Avendo tuttavia ricevuto un netto rifiuto da parte del suo stesso governo alla sua proposta, si diresse personalmente a fronteggiare l'esercito di Inrahim Pascià dopo aver raccolto un piccolo esercito di circa 3.000 uomini male armati nei pressi della città di Navarino, dove scelse le colline nei pressi del piccolo villaggio di Maniaki come punto strategicamente più vantaggioso per stabilire una linea di difesa contro il nemico. Il 1º giugno 1825 le truppe di Ibrahim Pascià, ben addestrate in precedenza da ufficiali francesi, attaccarono le linee greche, molti di loro, scoraggiati e impauriti dall'assalto nemico abbandonarono le armi, e Papaflessas rimase con circa un migliaio di uomini a lui fedeli. Dopo aver cercato strenuamente di fronteggiare il nemico, Papaflessas venne ucciso da un colpo di fucile in pieno petto, il suo corpo, recuperato dal nemico venne lavato dal sangue e dalla polvere ed appeso ad un albero; Ibrahim Pascià in segno di rispetto lo baciò sulla guancia rendendo così omaggio al coraggio del suo nemico.

### L'eredità
Ancora oggi la figura di questo monaco ortodosso ribelle e combattivo rimane una delle figure più celebrate nella storia dell'indipendenza greca. In suo onore si tengono annualmente delle gare di atletica presso Calamata chiamate appunto Papaflessia e in suo onore è stata dedicata l'omonimo comune con circa 2.000 abitanti il cui capoluogo è Vlachopoulo.